# Hopper (cràter)
Hopper és un cràter d'impacte en el planeta Mercuri de 36 km de diàmetre. Porta el nom del pintor estatunidenc Edward Hopper (1882-1967), i el seu nom va ser aprovat per la Unió Astronòmica Internacional el 2012.